# Senecio lamarckianus
Senecio lamarckianus é uma magnoliophyta da família Asteraceae e endémica em Maurícia.